# Marwa Loud
Pour les articles homonymes, voir Loud.
Marwa Loud, de son vrai nom Marwa Outamghart, née le 12 décembre 1996 à Colmar, est une chanteuse de pop urbaine et de RnB française. Elle est notamment connue pour ses titres Mi Corazón, Billet, Fallait pas, Allez les gros, Oh la folle, Bimbo ou encore Ghir Ntiya.

## Biographie

### Jeunesse et origines
D'origine marocaine, de Béni Mellal, Marwa Loud est née à Colmar et a grandi à Strasbourg, elle est issue d’une famille nombreuse ; elle a quatre sœurs et un frère. Elle décide d'arrêter l'école et de se consacrer entièrement à la musique. Elle trouve un travail de serveuse afin de financer ses séances au studio (illustré dans le clip Billet) et c’est comme cela qu'en 2015 le titre Ce Soir voit le jour, suivi de Temps perdu. Elle est mariée et à des enfants.

### Carrière

#### 2017: début du succès
En 2017, elle signe sur le label Purple Money, le même que celui du rappeur Lartiste. Elle connait le succès avec Temps perdu et Mehdi, morceaux tous les deux certifiés single d'or.

#### Loud(2018)
Le 9 mars 2018, elle sort son premier album, intitulé Loud. Bien classé dans les charts, l’album dispose de hits, tel que le single Fallait pas. Ce succès est jugé significatif de la place prise en fin des années 2010 par le rap et les musiques urbaines françaises : elles constituent, pour le jeune public, qui écoute majoritairement de la musique à partir des plates-formes de diffusion en ligne et de téléchargement, l'équivalent de la variété cinquante ans plus tôt,. Ce premier album est certifié disque d'or à la fin-mars, soit trois semaines après sa sortie. L'album devient disque de platine en mai, puis double disque de platine.
Marwa Loud est influencée par des artistes comme Jul et Diams.

#### My Life(2019)
Le 15 février 2019, elle sort le single T'es où ?, premier extrait de son second album. Le 15 mars 2019, elle sort le clip Oh la folle, deuxième extrait de l'album. Une semaine complète est dédiée à l’artiste pour la promotion de son album sur Skyrock lors de l'émission Planète Rap. Le 14 juin 2019, elle sort son album My Life. Le lendemain, elle sort le clip Tell me. Une semaine après sa sortie, l'album s'écoule à 5 388 exemplaires.
L'album est certifié disque d'or en août 2020, soit un an et deux mois après sa sortie.
Le 30 janvier 2020, elle dévoile, en collaboration avec Naza, le clip Allez les gros, qui cumule plus de 63 millions de vues sur la plateforme YouTube. C’est l’une des vidéos les plus vues sur YouTube en France en 2020.

### Vie privée
En 2019, elle se marie à Marrakech.
En 2022, elle accouche de son premier enfant, une petite fille.
Elle a récemment[Quand ?] déménagé à Barcelone[réf. nécessaire], elle vivait à Londres depuis plusieurs années.

## Discographie

### Albums studio
| Titre                                                              | Détails de l'album                             | Meilleure position | Meilleure position | Meilleure position | Meilleure position | Meilleure position | Ventes                              | Certifications              |
| Titre                                                              | Détails de l'album                             | FRA                | FLA                | WAL                | SUI                | P-B                | Ventes                              | Certifications              |
| ------------------------------------------------------------------ | ---------------------------------------------- | ------------------ | ------------------ | ------------------ | ------------------ | ------------------ | ----------------------------------- | --------------------------- |
| Loud                                                               | - Date de sortie : 2018 - Label : Purple Money | 2                  | 63                 | 6                  | 90                 | 37                 | France : 200 000 équivalents ventes | France (SNEP) : 2 × Platine |
| My Life                                                            | - Date de sortie : 2019 - Label : Purple Money | 11                 | —                  | 23                 | —                  | —                  | France : 50 000 équivalents ventes  | France (SNEP) : Or          |
| Again                                                              | - Date de sortie : 2021 - Label : Purple Money | 11                 | —                  | 47                 | —                  | —                  | France : 50 000 équivalents ventes  | France (SNEP) : Or          |
| Cloud                                                              | - Date de sortie : 2023 - Label : Purple Money | 9                  | —                  | 140                | —                  | —                  |                                     |                             |
| « — » indique que le titre n'est pas sorti ou classé dans le pays. |                                                |                    |                    |                    |                    |                    |                                     |                             |

### Singles
| Titre                                                              | Année | Meilleure position | Meilleure position | Meilleure position | Ventes                                  | Certifications          | Album   |
| Titre                                                              | Année | FRA                | WAL                | P-B                | Ventes                                  | Certifications          | Album   |
| ------------------------------------------------------------------ | ----- | ------------------ | ------------------ | ------------------ | --------------------------------------- | ----------------------- | ------- |
| Temps perdu                                                        | 2017  | 112                | 57                 | —                  | France : 15 000 000 équivalents streams | France (SNEP) : Or      | Loud    |
| Tu peux parier                                                     | 2017  | 81                 | —                  | —                  | France : 15 000 000 équivalents streams | France (SNEP) : Or      | Loud    |
| Mi Corazón (DJ Sem feat. Marwa Loud)                               | 2017  | 20                 | 28                 | —                  | France : 30 000 000 équivalents streams | France (SNEP) : Platine | Loud    |
| Mehdi                                                              | 2017  | 48                 | —                  | —                  | France : 15 000 000 équivalents streams | France (SNEP) : Or      | Loud    |
| Fallait pas                                                        | 2017  | 4                  | 47                 | —                  | France : 50 000 000 équivalents streams | France (SNEP) : Diamant | Loud    |
| Billet                                                             | 2018  | 5                  | 51                 | —                  | France : 30 000 000 équivalents streams | France (SNEP) : Platine | Loud    |
| Bad boy                                                            | 2018  | 23                 | 51                 | —                  | France : 50 000 000 équivalents streams | France (SNEP) : Diamant | Loud    |
| T’es où ?                                                          | 2019  | 81                 | 75                 | —                  |                                         |                         | My Life |
| Oh la folle                                                        | 2019  | 38                 | 61                 | —                  | France : 30 000 000 équivalents streams | France (SNEP) : Platine | My Life |
| Tell me                                                            | 2019  | 111                | —                  | —                  |                                         |                         | My Life |
| My Life                                                            | 2019  | 167                | —                  | —                  |                                         |                         | My Life |
| Allez les gros (feat. Naza)                                        | 2020  | 39                 | —                  | —                  | France : 15 000 000 équivalents streams | France (SNEP) : Or      | Again   |
| Ça va aller                                                        | 2020  | 160                | —                  | —                  |                                         |                         |         |
| Mytho                                                              | 2020  | —                  | —                  | —                  |                                         |                         |         |
| Allo (feat. Eva)                                                   | 2021  | 25                 | —                  | —                  | France : 15 000 000 équivalents streams | France (SNEP) : Or      | Again   |
| Bimbo (feat. Moha K)                                               | 2021  | 6                  | 35                 | —                  | France : 30 000 000 équivalents streams | France (SNEP) : Platine | Again   |
| Ghir Ntiya (feat. Moha K)                                          | 2022  | 26                 | —                  | 84                 |                                         |                         | Cloud   |
| Woman                                                              | 2022  | —                  | —                  | —                  |                                         |                         | Cloud   |
| 8 ans de salaire (feat. Koba LaD)                                  | 2022  | 145                | —                  | —                  |                                         |                         | Cloud   |
| « — » indique que le titre n'est pas sorti ou classé dans le pays. |       |                    |                    |                    |                                         |                         |         |

### Collaborations
- 2016 : Sapés comme jamais (DJ Hitman feat. Marwa Loud)
- 2017 : Je vais t'oublier (Jul feat. Marwa Loud)
- 2018 : Ghetto (Elams feat. Marwa Loud)
- 2019 : C'est dingue (Kazmi feat. Marwa Loud)
- 2019 : DLV (Landy feat. Marwa Loud)
- 2020 : Tic-Tac (Imen Es feat. Marwa Loud)
- 2020 : Millions d'€ (Mister You feat. Marwa Loud)
- 2020 : Muerte (Timal feat. Marwa Loud)
- 2020 : Paranoïa (Sleiman feat. Marwa Loud & JahMxli)
- 2021 : Zone (Benab feat. Marwa Loud)
- 2022 : Darling (F1rstman feat. Marwa Loud)
- 2022 : Petite Sœur (Tiiwtiiw feat. Marwa Loud)
- 2022 : C’Normal (Bim Bim feat. Marwa Loud)
- 2022 : Ghetto (SisiK feat. Marwa Loud)